# Hans-Peter Hannighofer
Hans-Peter Hannighofer (17 de octubre de 1997) es un deportista alemán que compite en bobsleigh en la modalidad doble. Ganó una medalla de bronce en el Campeonato Mundial de Bobsleigh de 2021.

## Palmarés internacional
| Campeonato Mundial | Campeonato Mundial   | Campeonato Mundial | Campeonato Mundial |
| Año                | Lugar                | Medalla            | Prueba             |
| ------------------ | -------------------- | ------------------ | ------------------ |
| 2021               | Altenberg (Alemania) | Medalla de bronce  | Doble              |